# Athlétisme aux Jeux asiatiques de 1966
Navigation
Édition précédente Édition suivante
Les épreuves d'athlétisme aux Jeux asiatiques de 1966 se sont déroulées à Bangkok, en Thaïlande.

## Résultats

### Hommes
| Épreuve           | Or                                                                                 | Or         | Argent                                                                     | Argent  | Bronze                                                                   | Bronze  |
| ----------------- | ---------------------------------------------------------------------------------- | ---------- | -------------------------------------------------------------------------- | ------- | ------------------------------------------------------------------------ | ------- |
| 100 m             | Mani Jegathesan Malaisie                                                           | 10.5       | Canagasabai Kunalan Singapour                                              | 10.5    | Hideo Iijima Japon                                                       | 10.5    |
| 200 m             | Mani Jegathesan Malaisie                                                           | 21.5       | Ajmer Singh Inde                                                           | 21.5    | Thomboo Krishnan Malaisie                                                | 21.6    |
| 400 m             | Ajmer Singh Inde                                                                   | 47.1       | Yoshinori Sakai Japon                                                      | 47.4    | Masami Yoshida Japon                                                     | 47.5    |
| 800 m             | Bhogeswar Barua Inde                                                               | 1:49.4 GR  | Ramasamy Subramaniam Malaisie                                              | 1:49.5  | Mamoru Morimoto Japon                                                    | 1:49.6  |
| 1 500 m           | Keisuke Sawaki Japon                                                               | 3:47.3 GR  | Ramasamy Subramaniam Malaisie                                              | 3:48.0  | Satsuo Iwashita Japon                                                    | 3:48.1  |
| 5 000 m           | Keisuke Sawaki Japon                                                               | 14:22.0 GR | Kazuo Tsuchiya Japon                                                       | 14:23.1 | Lucien Rosa Ceylan                                                       | 14:56.0 |
| 10 000 m          | Kazuo Tsuchiya Japon                                                               | 30:27.8    | Sunao Shirai Japon                                                         | 30:36.8 | Lucien Rosa Ceylan                                                       | 31:06.6 |
| Marathon          | Kenji Kimihara Japon                                                               | 2:33:23    | Morio Shigematsu Japon                                                     | 2:35:04 | Lee Sang-hoon Corée du Sud                                               | 2:40:56 |
| 110 m haies       | Ghulam Raziq Pakistan                                                              | 14.4       | Yoshinobu Hamada Japon                                                     | 14.5    | Ishtiaq Mubarak Malaisie                                                 | 14.7    |
| 400 m haies       | Kiyoo Yui Japon                                                                    | 51.7 GR    | Kazuhiko Itagaki Japon                                                     | 52.3    | Andyappan Nathan Malaisie                                                | 53.0    |
| 3 000 m steeple   | Taketsugu Saruwatari Japon                                                         | 8:53.6 GR  | Ahmad Mirhosseini Iran                                                     | 8:56.5  | Nobuyoshi Matsuda Japon                                                  | 9:05.2  |
| 4 × 100 m         | Malaisie Thomboo Krishnan Mohd Ariffin Ahmad Rajalingam Gunaratnam Mani Jegathesan | 40.6 GR    | Indonésie Soepardi Agus Sugiri Bambamg Wahjudi Jootje Pesak Oroh           | 41.0    | Philippines Rogelio Onofre Remegio Vista Arnulfo Valles William Moderno  | 41.3    |
| 4 × 400 m         | Japon Toru Honda Masami Yoshida Yoshinori Sakai Kiyoo Yui                          | 3:09.1 GR  | Malaisie Victor Asirvatham Rengan Pakkri Andyappan Nathan Thomboo Krishnan | 3:13.1  | Singapour Bava Natahar Ho Mun Cheong Gunasena Migale Canagasabai Kunalan | 3:13.4  |
| Saut en hauteur   | Bhim Singh Inde                                                                    | 2.05       | Osamu Shimizu Japon                                                        | 2.03    | Teymour Ghiasi Iran                                                      | 2.00    |
| Saut à la perche  | Tetsuo Hirota Japon                                                                | 4.70 GR    | Yoshizo Uryu Japon                                                         | 4.60    | Hong Sang-pyo Corée du Sud                                               | 4.40    |
| SAut en longueur  | Hiroomi Yamada Japon                                                               | 7.48       | Takayuki Okazaki Japon                                                     | 7.39    | Su Wen-ho Taïwan                                                         | 7.31    |
| Triple saut       | Kosei Gushiken Japon                                                               | 15.61      | Satoshi Shimo Japon                                                        | 15.54   | Labh Singh Inde                                                          | 15.49   |
| Lancer du poids   | Joginder Singh Inde                                                                | 16.22 GR   | Yoshihisa Ishida Japon                                                     | 16.13   | Jalal Keshmiri Iran                                                      | 16.02   |
| Lancer du disque  | Praveen Kumar Inde                                                                 | 49.62 GR   | Jalal Keshmiri Iran                                                        | 49.30   | Balkar Singh Inde                                                        | 47.64   |
| Lancer du marteau | Takeo Sugawara Japon                                                               | 62.90      | Shigenobu Murofushi Japon                                                  | 60.02   | Praveen Kumar Inde                                                       | 57.18   |
| Lancer du javelot | Nashatar Singh Sidhu Malaisie                                                      | 72.92      | Takeshi Ikeda Japon                                                        | 68.24   | Yumio Miyoshi Japon                                                      | 67.86   |
| Décathlon         | Wu Ah-ming Taïwan                                                                  | 7003       | Yukio Nogami Japon                                                         | 6613    | Hiroomi Yamada Japon                                                     | 6553    |

### Femmes
| Épreuve           | Or                                                               | Or        | Argent                                               | Argent | Bronze                                                                        | Bronze |
| ----------------- | ---------------------------------------------------------------- | --------- | ---------------------------------------------------- | ------ | ----------------------------------------------------------------------------- | ------ |
| 100 m             | Miho Sato Japon                                                  | 12.3      | Ritsuko Sukegawa Japon                               | 12.4   | Debra Marcus Israël                                                           | 12.5   |
| 200 m             | Debra Marcus Israël                                              | 25.3      | Miyoko Tsujishita Japon                              | 25.3   | Kishiko Ikeda Japon                                                           | 25.7   |
| 400 m             | Mary Rajamani Malaisie                                           | 56.3 GR   | Han Myung-hee Corée du Sud                           | 57.5   | Yasuyo Mishima Japon                                                          | 57.7   |
| 800 m             | Hannah Shezifi Israël                                            | 2:10.5 GR | Yoko Miyamoto Japon                                  | 2:12.7 | Yasuyo Mishima Japon                                                          | 2:13.6 |
| 80 m haies        | Ritsuko Sukegawa Japon                                           | 11.2 GR   | Takako Abe Japon                                     | 11.4   | Manjit Walia Inde                                                             | 11.4   |
| 4 × 100 m         | Japon Ritsuko Sukegawa Miho Sato Kishiko Ikeda Miyoko Tsujishita | 47.1 GR   | Taïwan Chi Cheng Yeh Chu-mei Tien A-mei Huang Pi-yun | 47.8   | Malaisie Mary Rajamani Cheryl Dorall Jacqueline Kleinman Rajemah Sheikh Ahmad | 48.8   |
| Saut en hauteur   | Mami Takeda Japon                                                | 1.60 GR   | Lolita Lagrosas Philippines                          | 1.58   | Cheong Wai Hing Singapour                                                     | 1.55   |
| Saut en longueur  | Chi Cheng Taïwan                                                 | 5.95 =GR  | Emiko Komaru Japon                                   | 5.83   | Christine Forage Inde                                                         | 5.69   |
| Lancer du poids   | Ryoko Sugiyama Japon                                             | 14.48 GR  | Yuko Sawada Japon                                    | 13.92  | Wu Chin-yun Taïwan                                                            | 12.83  |
| Lancer du disque  | Josephine de la Viña Philippines                                 | 47.58 GR  | Yuko Tsunoda Japon                                   | 42.34  | Han Dong-si Corée du Sud                                                      | 41.08  |
| Lancer du javelot | Masako Katayama Japon                                            | 49.44 GR  | Sachiko Senzaki Japon                                | 42.50  | Marcelina Alonso Philippines                                                  | 40.90  |
| Pentathlon        | Michiko Okamoto Japon                                            | 4468 GR   | Yeh Chu-mei Taïwan                                   | 3951   | Lolita Lagrosas Philippines                                                   | 3889   |